# Cabo de Agua
Cabo de Agua (en árabe: رأس الماء o رأس كبدانة‎, en lenguas bereberes: ⵉⵅⴼ ⵏ ⵡⴰⵎⴰⵏ, en francés: Ras Kebdana o Ras el Ma) es un municipio marroquí en la región Oriental. Desde 1912 hasta 1956 perteneció a la zona norte del Protectorado español de Marruecos.